# FA Women's Community Shield
La FA Women's Community Shield è stata una competizione di calcio femminile istituita nel 2000, durata fino al 2008, ripresa nel 2020 per poi, in seguito, cessare nuovamente di esistere. Era la prima partita ufficiale della stagione calcistica. Consisteva in una partita disputata tra il club campione d'Inghilterra e la squadra vincitrice della Women's FA Cup. Se la squadra vincitrice della FA Women's Super League era anche vincitrice della FA Cup, i secondi classificati della Coppa giocavano la partita.

## Storia
La Football Association (The FA) ha tenuto la prima Women's Community Shield (allora Women's Charity Shield) nel 2000 quando il Charlton Athletic ha pareggiato contro l'Arsenal al Craven Cottage e condiviso il trofeo per l'unica volta nella storia della competizione. Tutti i fondi sono stati donati all'organizzazione benefica Breakthrough Breast Cancer.
La competizione è stata giocata fino al 2008 e non è stata disputata per 11 anni fin quando la competizione non è stata ripresa dalla FA nel 2020. La partita è stata annunciata come un doppio appuntamento, poiché programmata allo stadio di Wembley lo stesso giorno della competizione maschile, per la prima volta nella storia. Questa è stata anche l'ultima della competizione.

## Risultati
| Edizione | Anno | Impianto                               | Incontro                  | Incontro               | Incontro                |
| Edizione | Anno | Impianto                               | Campione                  | Risultato              | Finalista               |
| -------- | ---- | -------------------------------------- | ------------------------- | ---------------------- | ----------------------- |
| 1ª       | 2000 | Fulham, Craven Cottage                 | Arsenal Charlton Athletic | 1-1 (titolo condiviso) | —                       |
| 2ª       | 2001 | Kingston upon Thames, Kingsmeadow      | Arsenal                   | 5-2                    | Doncaster Belles        |
| 3ª       | 2002 | Leyton, Brisbane Road                  | Fulham                    | 2-2 (dtr)              | Arsenal                 |
| 4ª       | 2003 | Mansfield, Field Mill                  | Fulham                    | 1-0                    | Doncaster Rovers Belles |
| 5ª       | 2004 | Stevenage, Broadhall Way               | Charlton Athletic         | 1-0                    | Arsenal                 |
| 6ª       | 2005 | Milton Keynes, National Hockey Stadium | Arsenal                   | 4-0                    | Charlton Athletic       |
| 7ª       | 2006 | Crewe, Alexandra Stadium               | Arsenal                   | 3-0                    | Everton                 |
| 8ª       | 2008 | Macclesfield, Moss Rose                | Arsenal                   | 1-0                    | Everton                 |
| 9ª       | 2020 | Londra, Stadio di Wembley              | Chelsea                   | 2-0                    | Manchester City         |

## Albo d'oro

### Titoli per squadra
| Squadra                 | Vittorie | Secondi posti | Finali disputate |
| ----------------------- | -------- | ------------- | ---------------- |
| Arsenal                 | 5        | 2             | 7                |
| Charlton Athletic       | 2        | 1             | 3                |
| Fulham                  | 2        | 0             | 2                |
| Chelsea                 | 1        | 0             | 1                |
| Doncaster Rovers Belles | 0        | 2             | 2                |
| Everton                 | 0        | 2             | 2                |
| Manchester City         | 0        | 1             | 1                |